# Villemareuil
Villemareuil település Franciaországban, Seine-et-Marne megyében. Lakosainak száma 383 fő (2022. január 1.). Villemareuil Boutigny, Fublaines, La Haute-Maison, Montceaux-lès-Meaux, Pierre-Levée, Saint-Fiacre, Saint-Jean-les-Deux-Jumeaux, Trilport és Vaucourtois községekkel határos.

## Népesség
A település népessége az elmúlt években az alábbi módon változott:
| Lakosok száma | 404  | 413  | 416  | 405  | 395  | 385  | 381  | 387  | 383  |
|               | 2013 | 2015 | 2016 | 2017 | 2018 | 2019 | 2020 | 2021 | 2022 |